# Stary Gaj (województwo lubelskie)
Stary Gaj – wieś w Polsce położona w województwie lubelskim, w powiecie lubelskim, w gminie Wojciechów.
Przez wieś przepływa rzeka Czerka - lewy dopływ Bystrej.
W latach 1975–1998 miejscowość administracyjnie należała do ówczesnego województwa lubelskiego.
Wieś stanowi sołectwo gminy Wojciechów. Według Narodowego Spisu Powszechnego z roku 2011 wieś liczyła  mieszkańców.
| SIMC    | Nazwa                      | Rodzaj    |
| ------- | -------------------------- | --------- |
| 0999363 | Wojciechów-Kolonia Trzecia | Część wsi |

Wierni Kościoła rzymskokatolickiego należą do parafii Matki Bożej Królowej Polski i św. Judy Tadeusza w Łubkach.

## Historia
W wieku XIX wieś w dobrach Wojciechów, wówczas Gaj Duży który posiadał ówcześnie 8 domów, 92 mieszkańców, 72 mórg. Według spisu powszechnego z roku 1921 miejscowość Gaj Stary posiadała 10 domów i 73 mieszkańców